# Skopsko

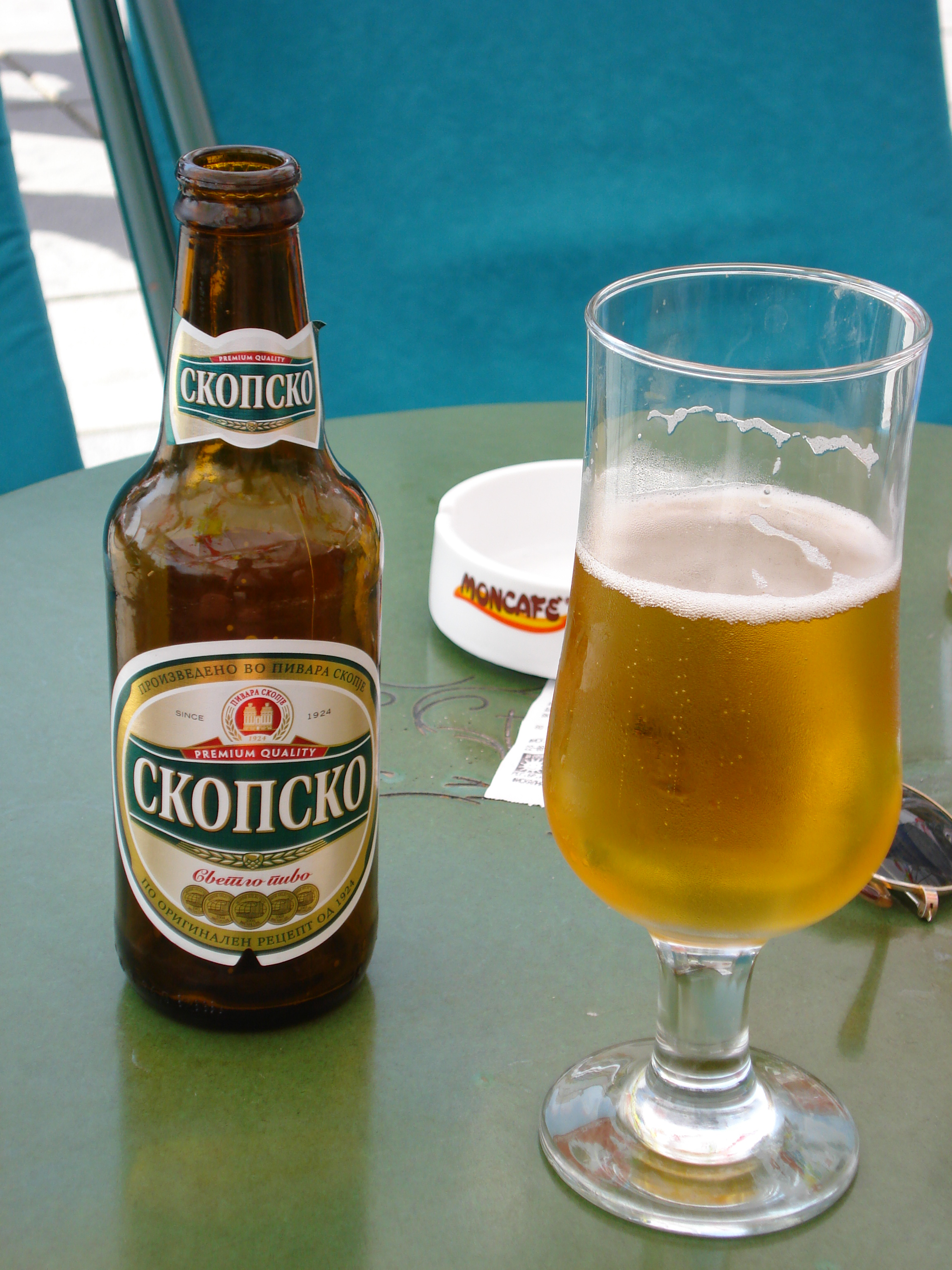
Verre de Skopsko avec sa bouteille

Skopsko (en macédonien : Скопско) est la bière la plus populaire en Macédoine du Nord. Elle détient 64 % du marché de la bière en Macédoine du Nord. Elle est la première bière commerciale, la marque de bière la plus connue et la plus vendue du pays[réf. nécessaire]. Une fois que le « meilleur de la Macédoine » est devenu « notre meilleur » et « Skopsko, et tout est possible » - sont ses slogans les plus célèbres.

## Histoire
La brasserie skopiote fondée en 1922 a commencé ses activités en 1924. En 1998, elle est rachetée par la société grecque Coca-Cola Bottling Company et Heineken.
Skopsko a été lancée sous le nom de « Light Beer » et présentait une doublure de bière avec un d'extrait de 10%. Avant la Seconde Guerre mondiale, la bière a été renommée en « Une bière d'exportation de Skopje » (« Скопљанско Експортно Пиво ») avec un extrait porté à 12 %. Au début des années 1990, le nom « Skopsko » a été placé au centre de l'étiquette.
- 1991 — Skopsko change de nom.
- 1996 — La brasserie Skopje est ajoutée au label
- 1999 — nouveau label
- 2004 — nouveau label
- 2005 — nouvel emballage
- Décembre 2014 - début de la production de bière brune [2],[3]

## Ingrédients
Les ingrédients de base de cette bière incluent de l'eau, une source d'amidon (telle que l'orge maltée) qui peuvent être saccharifiée (convertie en sucres ) puis fermentée (convertie en alcool et dioxyde de carbone ). La bière se distingue par sa couleur jaunâtre dorée et une mousse blanche. Le goût amer caractéristique vient du houblon.